# Mercedes-Benz O405GTD
Mercedes-Benz O405GTD – typ duobusu wytwarzanego na przełomie lat 80. i 90. XX w. w niemieckich zakładach Daimler-Benz.

## Konstrukcja
O405GTD to niskopodłogowy, trzyosiowy, przegubowy duobus. Po prawej stronie nadwozia zamontowano troje dwupłatowych drzwi obrotowych: dwoje w pierwszym członie i jedne w drugim. Jako pojazd hybrydowy duobus może pracować w trybie autobusu (silnik spalinowy zasilany benzyną) lub trolejbusu (silnik elektryczny zasilany z sieci trakcyjnej odbierakiem prądu).

## Dostawy
| Państwo        | Miasto              | Lata dostaw    | Liczba | Numery taborowe |       |
| -------------- | ------------------- | -------------- | ------ | --------------- | ----- |
| Niemcy         | Essen               | 1986           | 18     | 3711–3728       | [ 1 ] |
| Niemcy         | Esslingen am Neckar | 1988–1990      | 19     | 310–328         | [ 2 ] |
| Niemcy         | Poczdam             | 1993           | 2      | 993–994         | [ 3 ] |
| Norwegia       | Bergen              | 1992           | 3      | 701–703         | [ 4 ] |
| Łączna liczba: | Łączna liczba:      | Łączna liczba: | 38     |                 |       |

## Eksploatacja

### Bergen
Norweskie Bergen zakupiło w 1992 r. trzy duobusy O405GTD. Zostały wycofane z eksploatacji w 2013 r.

### Essen
Pierwszych 18 duobusów dostarczono do Essen. Przeznaczone one były dla dwóch linii duobusu. Po likwidacji linii duobusy przekazano do rosyjskich miast Chimki, Korolow, Podolsk, Widnoje.

### Esslingen am Neckar
Do Esslingen am Neckar w latach 1988–1990 dostarczono 19 duobusów O405GTD. W 2001 r. jeden duobus oddano do Sybina, w 2002 r. jeden do Mohylewa, w latach 2002–2003 siedem do Sarajewa, w 2003 r. jeden do Gross-Umstadt, w 2004 r. dwa do Słonecznego Brzegu, w 2008 r. dwa do Ruse. Jeden egzemplarz jest pojazdem historycznym w Stuttgarcie.

### Poczdam
W 1993 r. Poczdam zakupił dwa duobusy O405GTD. Kursowały one do likwidacji systemu trolejbusowego, a następnie zostały przewiezione do Kapfenbergu.

## Galeria

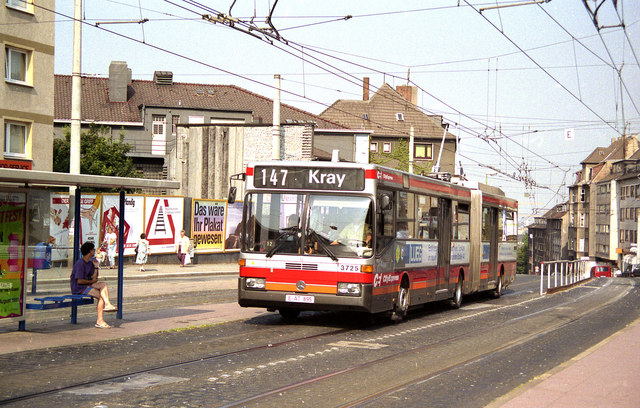
Mercedes-Benz O405GTD w Essen
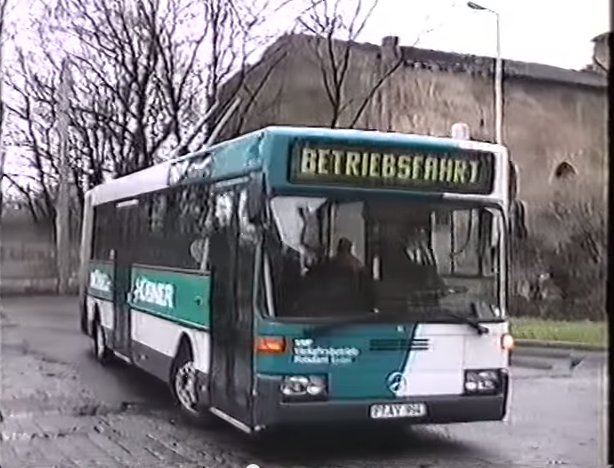
Mercedes-Benz O405GTD w Poczdamie
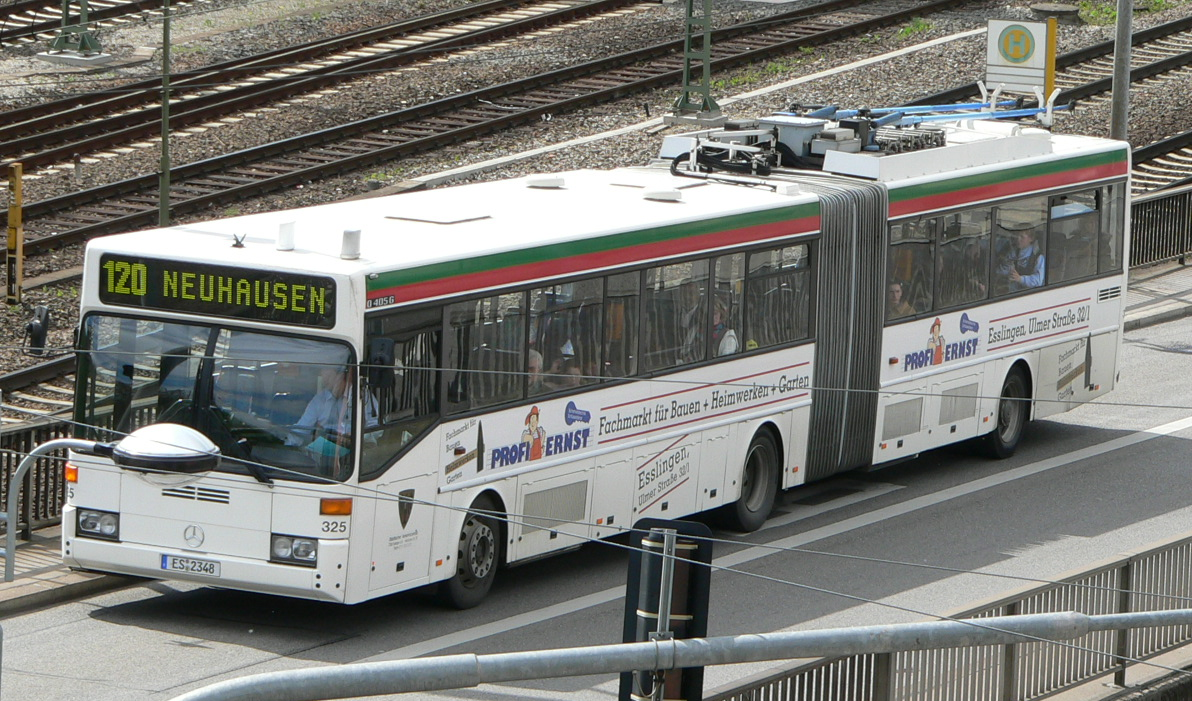
Mercedes-Benz O405GTD w Esslingen
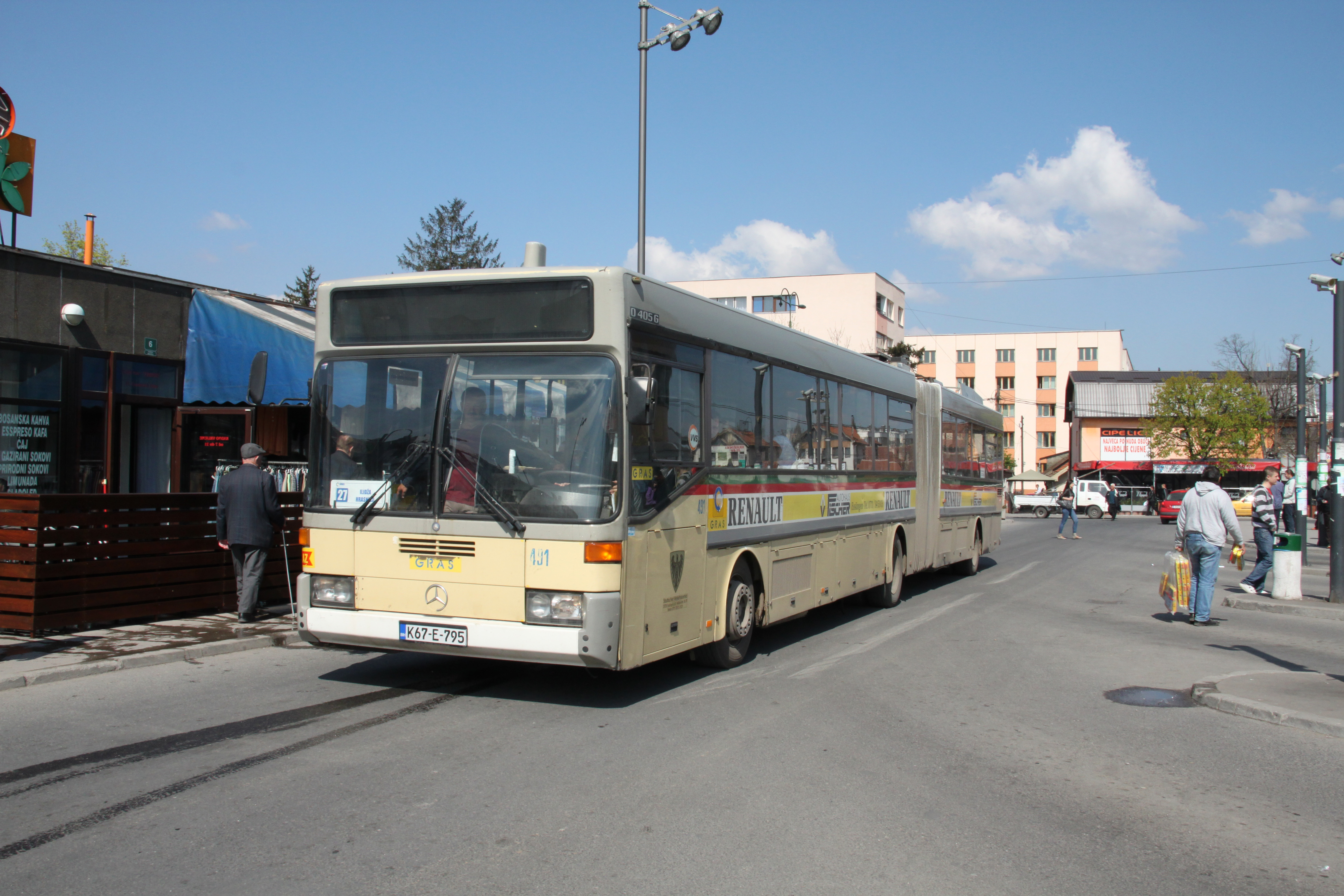
Mercedes-Benz O405GTD w Sarajewie
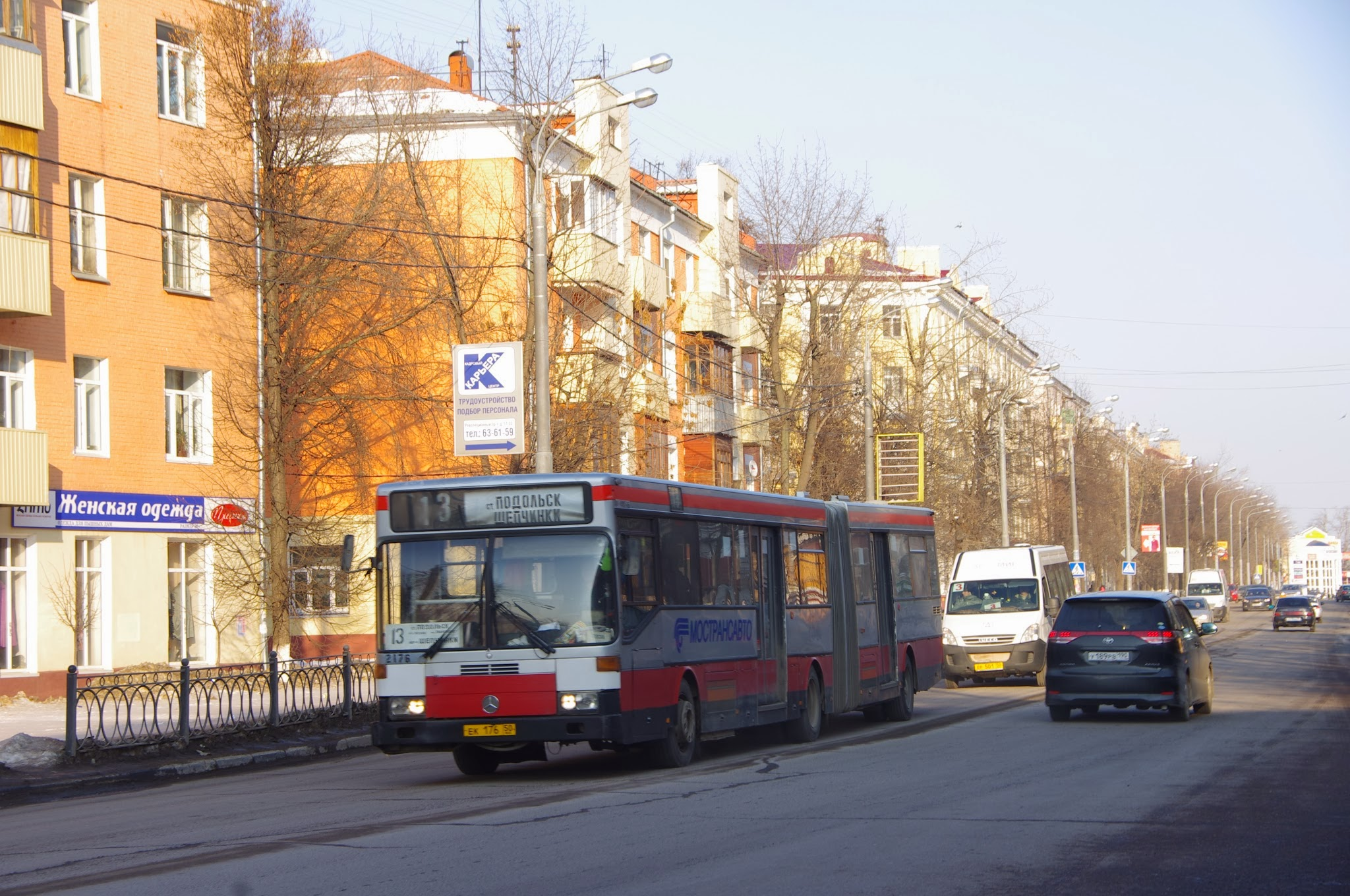
Mercedes-Benz O405GTD w Podolsku